# Kramfors (comune)
Kramfors è un comune svedese di 19 014 abitanti, situato nella contea di Västernorrland. Il suo capoluogo è la città omonima. Si trova a pochi chilometri dalla Höga Kusten, la Costa alta sul mar Baltico. È anche un ottimo punto di partenza per visitare il Parco nazionale di Skuleskogen.

## Località
Nel territorio comunale sono comprese le seguenti aree urbane (tätort):
- Bollstabruk
- Docksta
- Frånö
- Klockestrand
- Kramfors
- Lunde
- Lugnvik
- Mjällom
- Nordingrå
- Nyland
- Ramvik (parte)
- Sandslån
- Ullånger